# Al-Dżajjid
Al-Dżajjid (arab. الجيد) – miejscowość w Syrii, w muhafazie Hama. W 2004 roku liczyła 2242 mieszkańców.